# Soriana

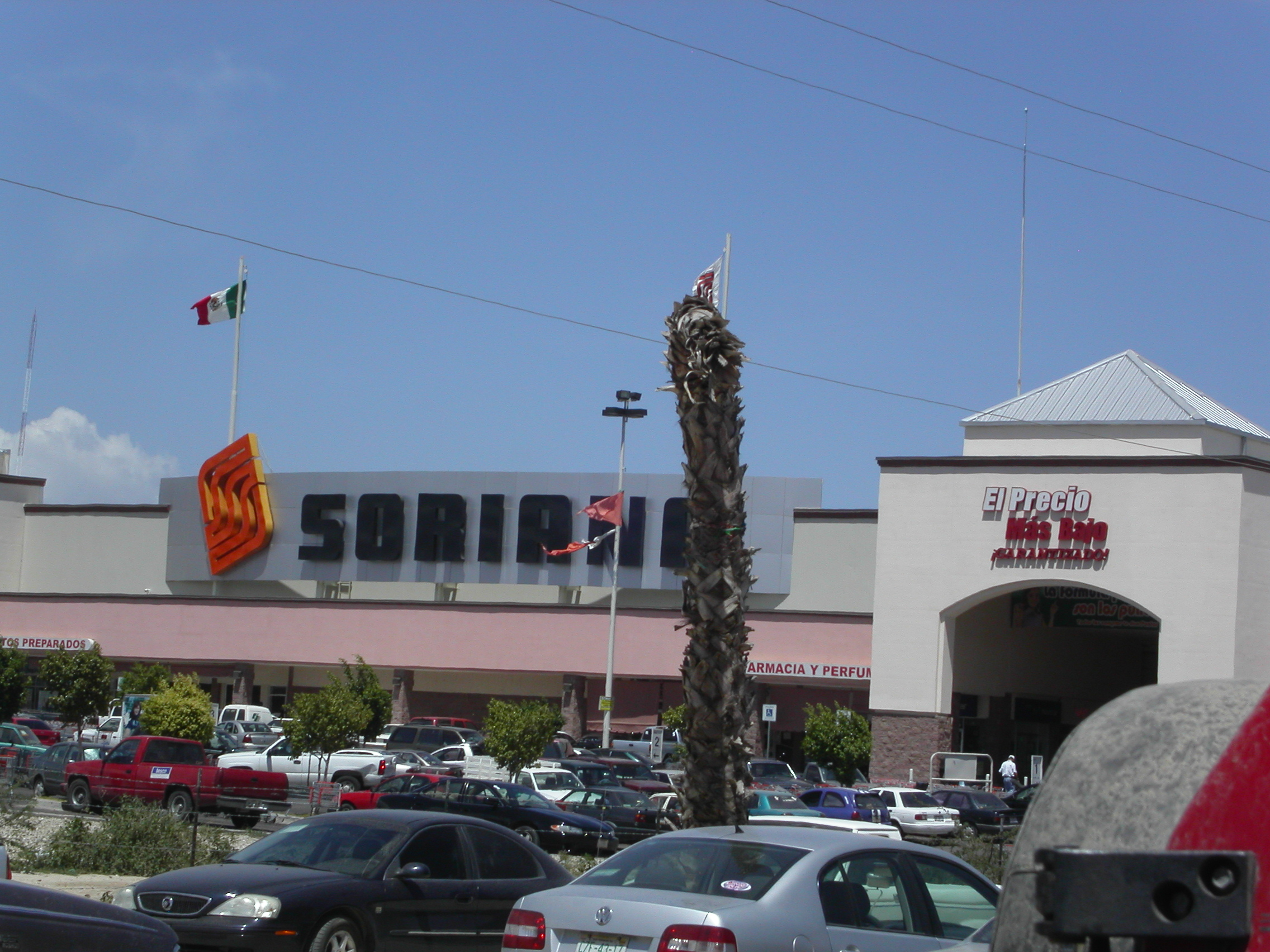
Supermercado Soriana en San José del Cabo

Soriana é um grupo de supermercados mexicano, cuja matriz está em Monterrey. Tem 471 supermercados em 135 cidades do México.,pertencente ao Grupo Televisa 